# Parco nazionale svizzero

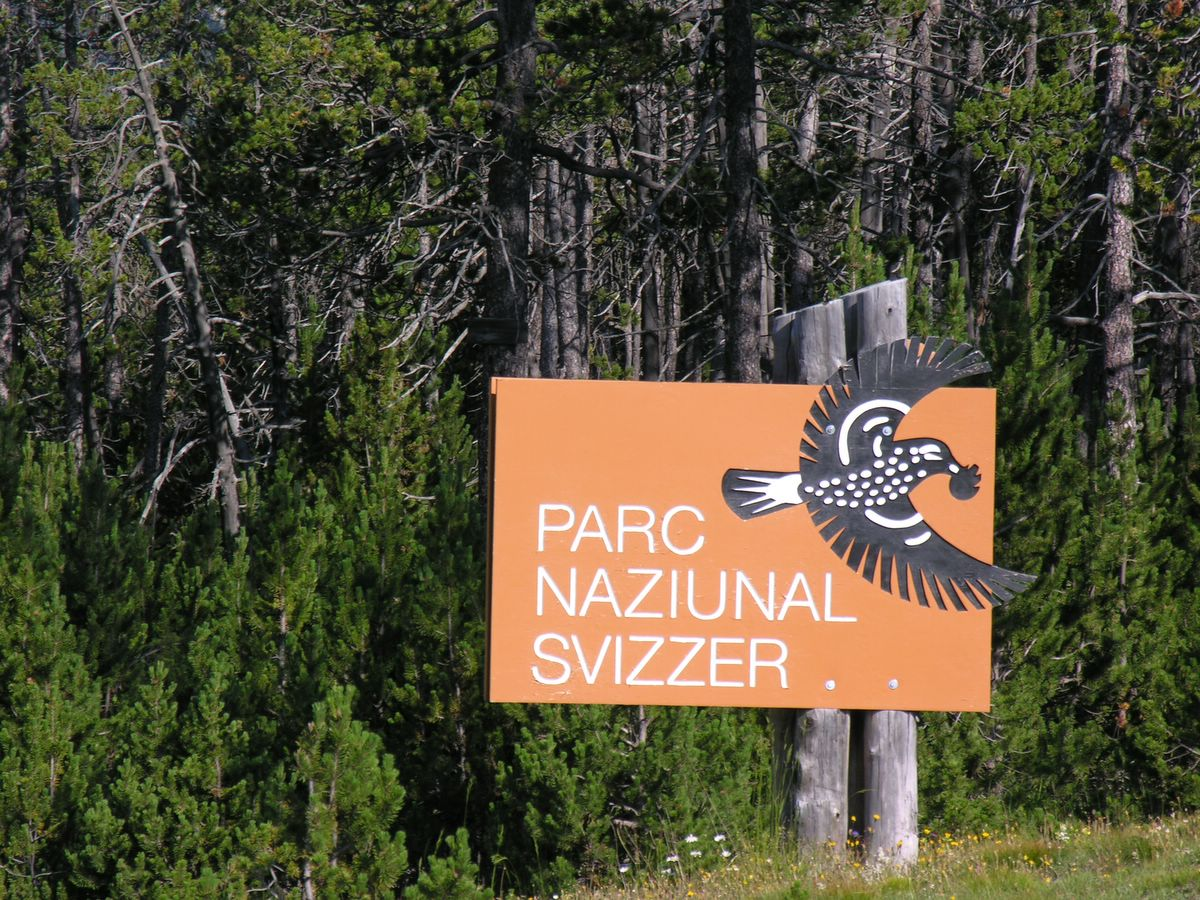
Logo del Parco

Il Parco nazionale svizzero (in tedesco  Schweizerischer Nationalpark, in francese Parc national suisse, in romancio Parc Naziunal Svizzer) è un parco naturale situato in Engadina, nel canton Grigioni, in Svizzera.

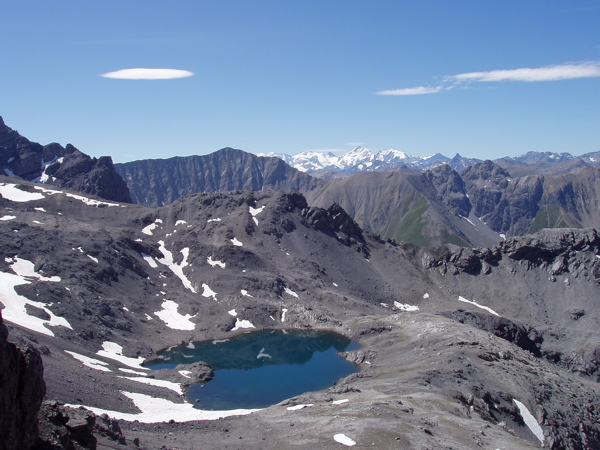
Laghetto naturale in alta montagna

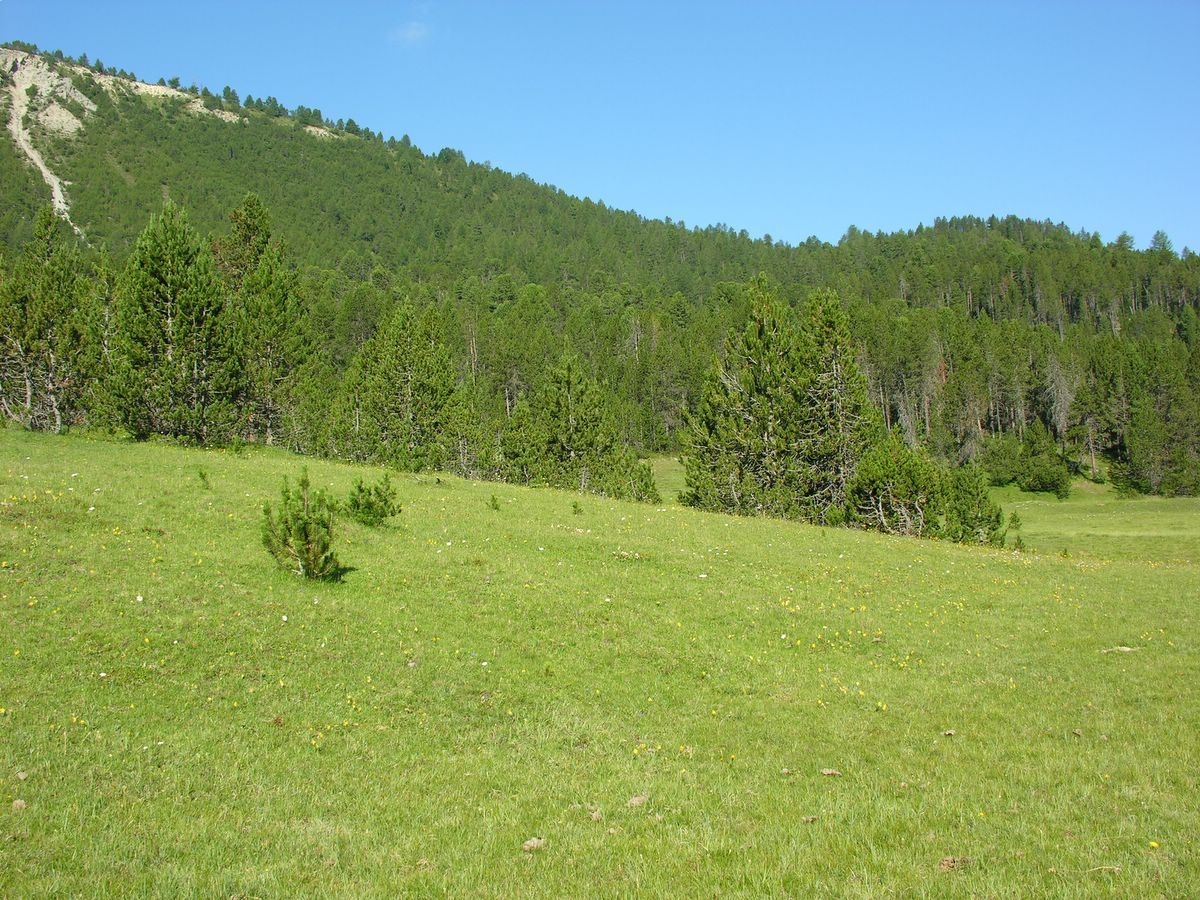
Prateria con sulla sfondo una foresta di conifere

Fondato il 1º agosto 1914, il parco nazionale copre attualmente una superficie di 172 km², ed è la più grande riserva naturale della Svizzera e il suo unico parco nazionale. Fritz e Paul Sarasin, Carl Schröter e Steivan Brunie, i fondatori del Parco Nazionale, osservarono, infatti, con preoccupazione la crescente industrializzazione ed erano preoccupati delle possibili conseguenze per la montagna e fondarono così la Lega svizzera per la protezione della natura che diede inizio alla costituzione del parco.
Situato in Engadina, nel quadrilatero Zernez-S-chanf-Passo del Forno-Scuol, il parco si trova nella regione più a est della Svizzera, il suo territorio comprende dei terreni alpini compresi tra 1400 e 3200 m d'altitudine. Conosciuto per la sua ricchezza della flora e della fauna alpina, e per i suoi paesaggi selvaggi intatti, il Parco nazionale svizzero appartiene al gruppo esclusivo di riserve naturali strette (Categoria I). Nei suoi habitat diversificati, la natura è lasciata completamente libera a se stessa. Confina con il Parco nazionale dello Stelvio in Italia.
Dal 1967 è insignito del Diploma europeo delle aree protette.

## Dati essenziali
Fondazione: 1º agosto 1914 (Inizio preparazione 1909)

Superficie: 172.4 km²

Altitudine: da 1400 m (Clemgia/Scuol) a 3174 m (Piz Pisoc)

Struttura:
- 28% foresta (di cui il 99.5% conifere)
- 21% praterie alpine
- 51% terreno improduttivo; rocce, sassaie, regioni di alta montagna

Entrate ufficiali: 13

Sentieri pedestri: 80 km

Itinerari: 21

Sentieri educativi: 1 (Stabelchod/Margunet)

Numero di visitatori: ca. 150 000 per anno

## Scopi
Il regolamento del Parco nazionale, redatto nel 1980, stabilisce le basi legali e ne descrive i doveri. Il regolamento definisce l'esistenza e gli scopi del parco. "Il Parco Nazionale è una riserva naturale nella quale la natura è completamente lasciata senza interventi o influenza umana, e nel quale gli animali e le piante sono lasciate interamente al loro sviluppo naturale." Il regolamento dà i fondamenti della protezione del parco, mentre le disposizioni dettagliate sono descritte nel decreto cantonale. Il decreto contiene le indicazioni sugli scopi della protezione, gli itinerari, i divieti e le restrizioni.
Il Parco nazionale svizzero ricerca tre scopi:
- Protezione della natura: nel parco è proibito cacciare, tagliare alberi e falciare i prati.
- Ricerca: grazie alla ricerca scientifica è possibile valutare, comprendere e archiviare i cambiamenti che hanno luogo nel parco. La ricerca a lungo termine è di prima importanza perché permette la comprensione dei processi naturali. Esistono molte ipotesi interessanti.
- Informazione: in parallelo alla protezione della natura e la ricerca, l'educazione è uno dei più importanti doveri dei parchi nazionali. Le informazioni date dal parco nazionale contribuiscono alla comprensione della natura ai visitatori.

## Progetto d'ingrandimento
Dal 1914, il Parco Nazionale ha raggiunto, in varie tappe, la sua superficie attuale 172 km². Fra i primi parchi nazionali d'Europa si trova ad essere al penultimo posto per superficie. Secondo le conoscenze attuali, e contrariamente al parere dei fondatori, questa superficie è troppo ristretta per permettere di mantenere la diversità delle specie.
La scelta di habitat non è abbastanza vasta per offrire un biotopo ideale a tutte le specie vegetali e animali indigene. Mancano per esempio delle rocce cristalline come il granito e il gneiss. Certe zone umide con laghi e terreni paludosi si trovano fuori dal parco.
Dal 1996, si parla seriamente di ingrandire il Parco Nazionale. Alcuni gruppi d'interesse hanno intrattenuto della negoziazioni a questo scopo. In più all'ingrandimento della zona centrale attuali, si tratta pure di creare una zona circostante. Questo permetterebbe di mantenere degli habitat e proteggere delle specie indigene.
Prevedono l'integrazione di agricoltura compatibile alla natura contrariamente alla zona centrale. Il comune di Lavin ha posato la prima pietra per l'ingrandimento del parco il 1º agosto 2000, la regione dei laghi di Macun di 3.5 km2 è stata integrata nella zona centrale.

## Casa del Parco Nazionale
La Casa del Parco Nazionale è un piccolo museo situato a Zernez, costruita nel 1968, comprende una piccola esposizione permanente, uno sportello d'informazione, una sala conferenze e un negozio.
Attualmente, sempre a Zernez, è in costruzione un nuovo stabile definito Centro del Parco, che dovrà sostituire la Casa diventata troppo piccola per le esigenze attuali.